# Johannes Obernburger

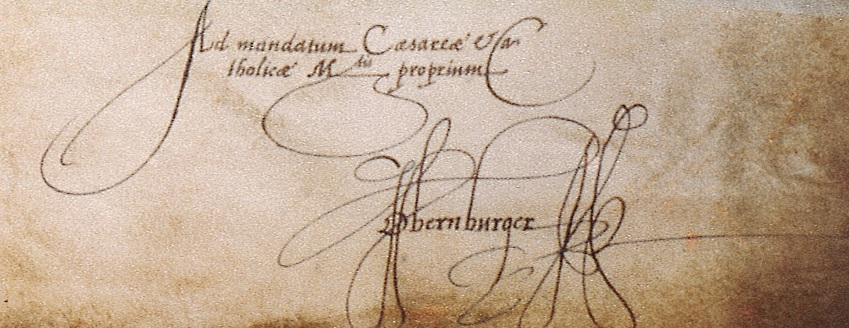
Johannes Obernburger Unterschrift (hier im Adelsbrief für Peter Apian)

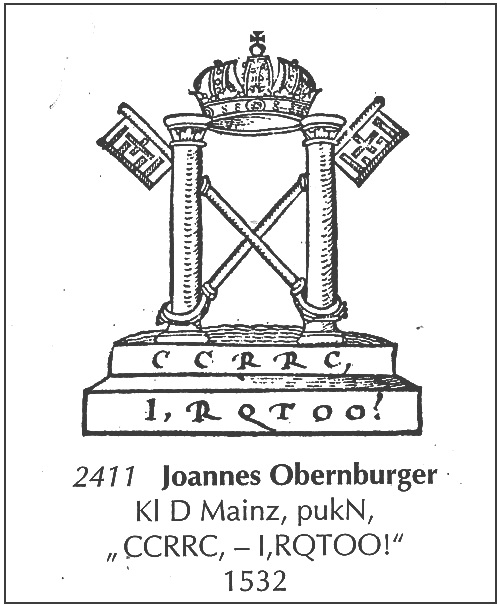
Notariatssignet von Johannes Obernburger 1532. Die Abkürzungen lauten aufgelöst: Kl[eriker] D[iözese] Mainz, p[äpstlicher] u[nd] k[aiserlicher] N[otar].

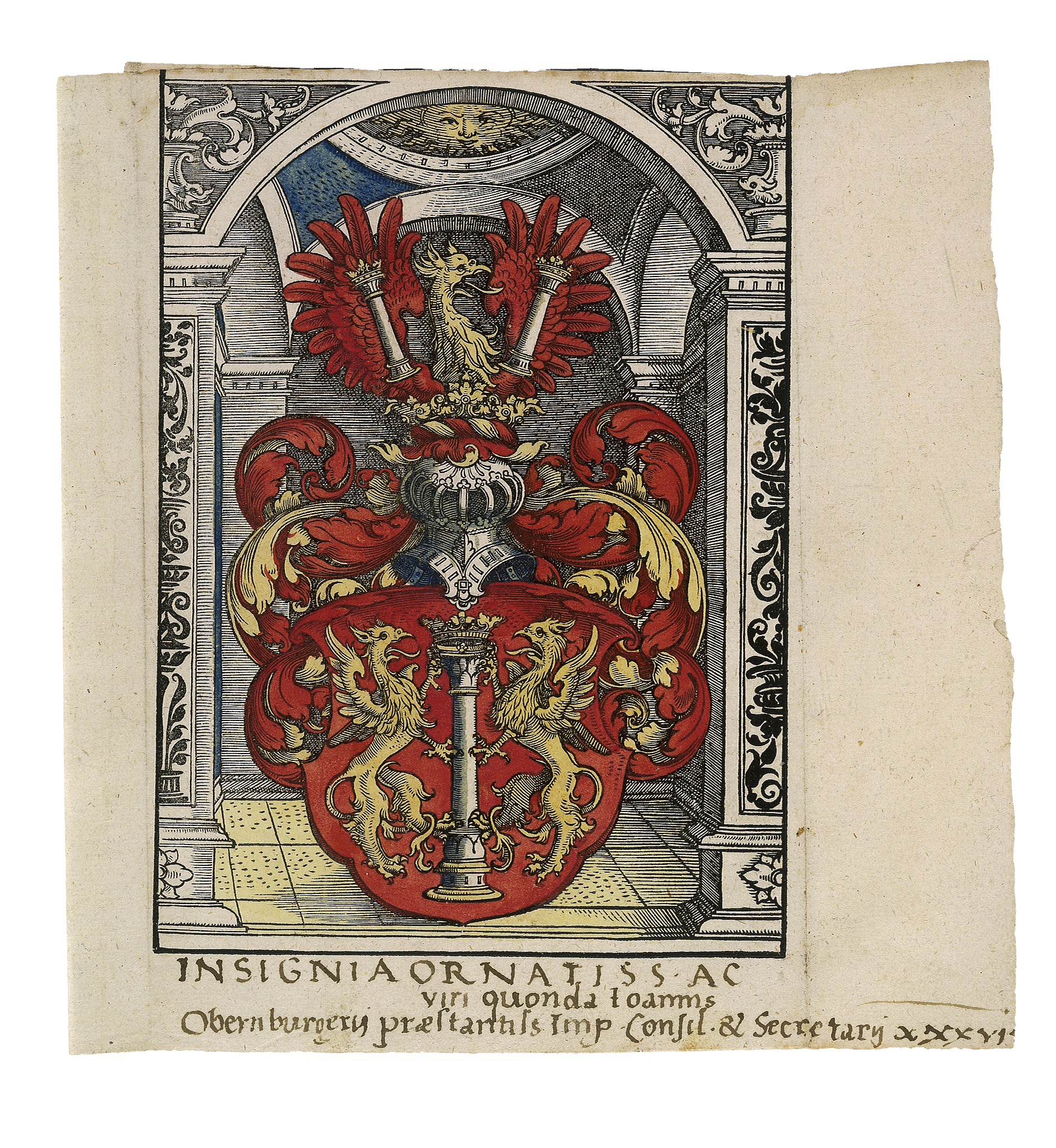
„Prachtwappen des einst höchst verdienstvollen kaiserlichen Rats und Sekretärs Johannes Obernburger aus dem Jahr 1537“.

Johannes Obernburger, auch Johannes Schmidt, auch Smydt, auch Faber, genannt Obernburger, (* 1486 in Obernburg am Main; † 21. Juni 1552 in Villach) war Mainzer Kleriker, oberster Sekretär in der Hofkanzlei Kaiser Karls V., kaiserlicher und päpstlicher Notar sowie Propst im Kaiserdom St. Bartholomäus in Frankfurt am Main. Als Dolmetscher und Übersetzer in Deutsch, Latein und Französisch für die deutschen Angelegenheiten stand Obernburger dem Kaiser sehr nahe.
Er ist einer der drei Obernburger, die im 16. Jahrhundert in kurmainzischen und kaiserlichen Diensten standen. Dazu gehören sein Bruder Peter Obernburger und dessen gleichnamiger Sohn.

## Leben und Werdegang

### Familie und Herkunft
Johannes Schmydt wurde um 1486 als ältester Sohn des begüterten Stiftshofspächter-Ehepaars Peter Schmidt und Catharina Schmidt geborene Welsch in Obernburg am Main geboren. Er hatte drei Geschwister, Paul, Peter und Anna. Paul folgte seinem Vater als Stiftshofpächter nach und blieb in Obernburg. Johannes und Peter strebten die geistliche Laufbahn an. Anna heiratete den Juristen und späteren Reichkammerrichter Conradt Heckmann.
Johannes und Peter besuchten um 1500 die Schule des Stifts St. Peter und Alexander in Aschaffenburg. Dort latinisierten sie ihren Nachnamen Schmidt zu „Faber de Obernburg“. 1513 wird Johannes im Archiv des Stifts St. Peter und Alexander in Aschaffenburg erstmals urkundlich erwähnt, als ihn sein jüngerer Bruder Peter als Testamentarier bestätigt.
Beide wurden in Mainz zu Priestern geweiht, denn ab 1522 werden beide in den Reichsregisterbüchern (RRB) Kaiser Karls V. als Mainzer Kleriker bezeichnet. Studienbeginn und -ende sind nicht bekannt, weil die Matrikel der Universität Mainz aus dieser Zeit fehlen. Johannes Obernburger „gehörte seit Jugendtagen zum Hof“.

### Kirchenämter ab 1522
Johannes wurde Kantor in der Mainzer St. Stephanskirche, Domvikar in Mainzer St. Martinsdom, Kanoniker in der Wormser St. Martinskirche, Kanoniker in der Stiftskirche St. Viktor in Mainz und 1551 Propst im Kaiserdom St. Bartholomäus in Frankfurt am Main. Johannes übte keines dieser Ämter vor Ort aus, weil er wegen seiner Karriere im kaiserlichen Kanzleidienst ständig unterwegs und abwesend war.

### Aufstieg zum kaiserlichen Sekretär 1526
Am 14. Februar 1522 begann Johannes seinen Dienst für Kaiser Karl V. als Schreiber in Brüssel. Ab Juli 1522 begleitete er den Kaiser auf seiner Seereise über England nach Spanien und dort auf nahezu allen Reisen durch das Land. 1526 stieg Obernburger in Granada im Alter von 40 Jahren zum kaiserlichen Sekretär auf.

### Kaiserlicher und päpstlicher Notar 1532
Auf der Urkunde 1253 des Staatsarchivs Amberg, ausgefertigt am 8. April 1532 in Regensburg für das Kloster Waldsassen, platzierte Obernburger am unteren Rand sein Notariatssignet. Daneben fügte er handschriftlich seine Beglaubigungsformel an. Diese beginnt mit den Worten: „Et ego Johannes Obernburger…“. In seinem Notariatssignet ist die zweifache Amtsausübung deutlich erkennbar an der Kaiserkrone auf zwei Säulen und an den gekreuzten päpstlichen Schlüsseln. Die Abbildung stammt aus einer Sammlung von Notariatssignets aus dem Mittelalter. Für die Devise „CCRRC, - I,RQTOO!“ ist keine Auflösung bekannt.

### Oberster Sekretär 1532

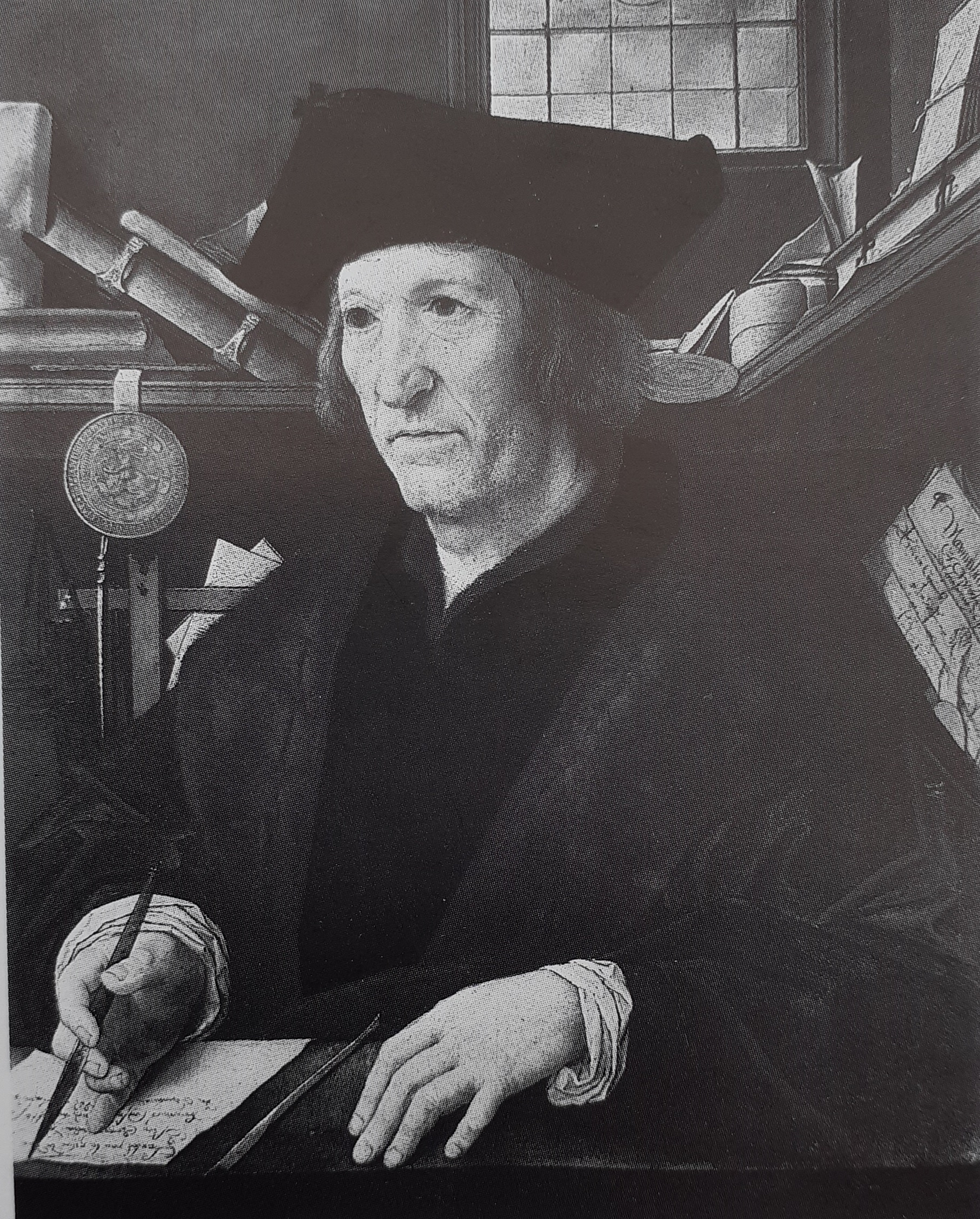
Bildnis eines hochgestellten Sekretärs bei Kaiser Karl V. um 1520, stellt aber nicht Johannes Obernburger dar.

Im Herbst des gleichen Jahres wurde Obernburger im Alter von 46 Jahren in Villach oberster Sekretär. Eine Bestätigung dafür liefert die Inschrift auf dem Epitaph in Obernburg: „[…] in Villach in Kärnten, einer Stadt, wo er einst in glücklicheren Zeiten Deutschlands sein Amt als [Oberster] Sekretär übernommen hatte“.

### Erhebung in den Adelsstand 1537 in Spanien
Das Jahr 1537 verbrachte Obernburger in Spanien. In Valladolid, Monzon oder Saragossa erhob Kaiser Karl V. den 51-jährigen Obernburger in den Adelsstand. Die Jahreszahl 1537 ist im RRB 35 genannt. Ort und Datum fehlen. Der Wappenbrief gilt als verschollen. Eine farbige Darstellung seines Wappens mit der Jahreszahl 1537 befindet sich in der Vatikanbibliothek in Rom im Codex Palatinus latinus 775.

## Arbeitsspektrum im Kanzleidienst

### Tagesgeschäft

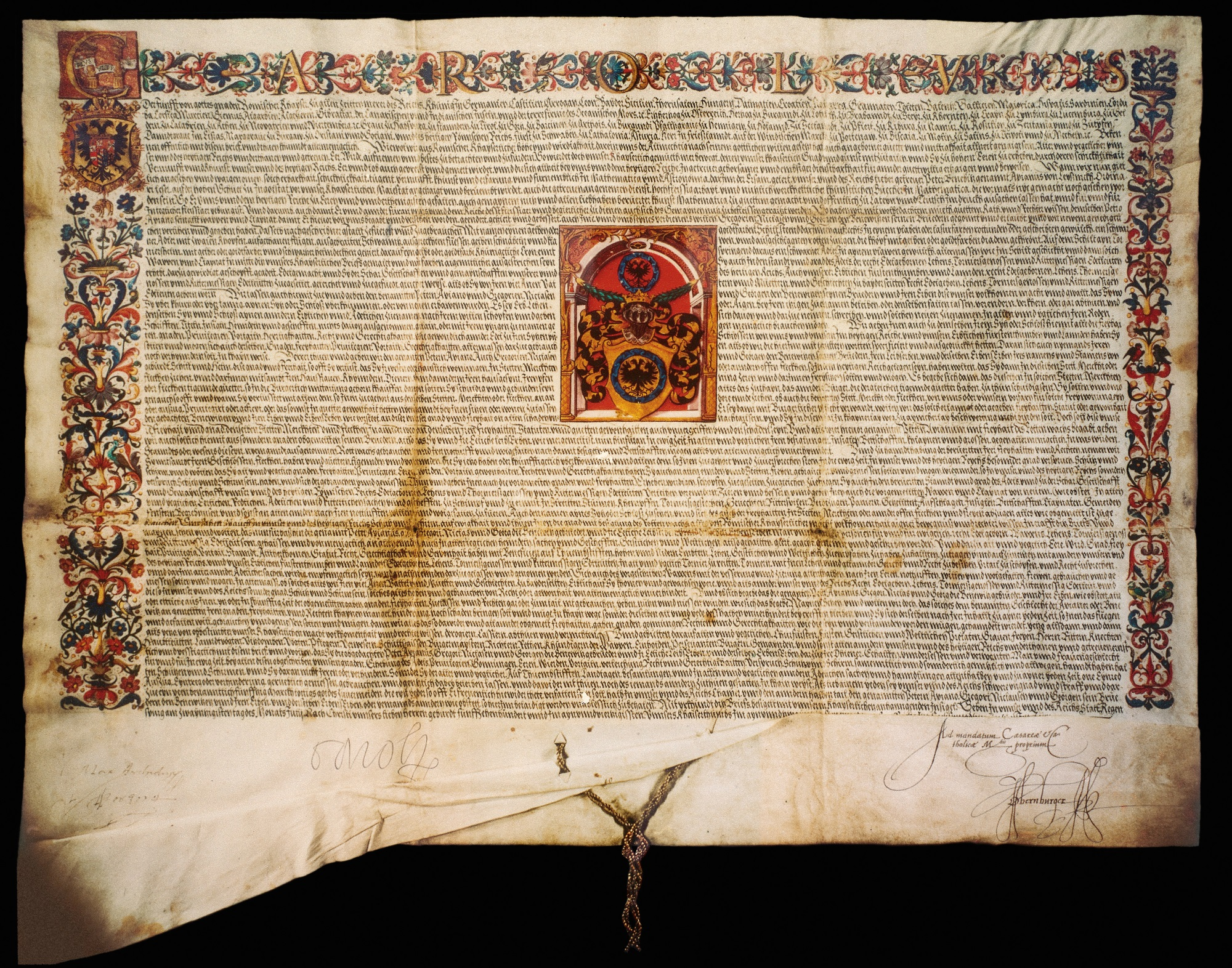
Adelsbrief für Peter Apian 1541, verfasst in Regensburg am 20. Juli 1541 und unterzeichnet von Johannes Obernburger.

Als oberster Sekretär, Dolmetscher und Übersetzer in Deutsch, Latein und Französisch war Obernburger verantwortlich für die Bearbeitung der deutschen Angelegenheiten der Religions-, Außen-, Innen-, Wirtschafts- und Gesellschaftspolitik. Obernburger unterzeichnete zahllose Bestätigungen von Privilegien aller Art für die Reichsstädte und Reichsklöster sowie Wappenbriefe für einzelne Personen. Ein herausragendes Beispiel ist der Adels- und Wappenbrief für Peter Apian vom 20. Juli 1541, ausgestellt in Regensburg. Weitere Aufgaben waren die Vorbereitung und Organisation der Reichstage in Regensburg 1541, Speyer 1544, Worms 1545, in Augsburg 1548 sowie wieder in Augsburg 1550/51.

### Das Formularbuch des Johannes Obernburger
Zur Erleichterung seiner Arbeit verwendete Obernburger auch ein Formularbuch, eine in Latein geschriebene Sammlung mit Abschriften von kaiserlichen Goldbullen, königlichen Rechten, Bestätigungen und Beglaubigungen von Urkunden, Druckprivilegien, Sendschreiben und anderen Schriftstücken. Das Original dieses Formularbuchs wird in der Vatikanbibliothek unter der Signatur Cod. Pal. lat. 775 verwahrt. Karl Röttel bezeichnete den Codex als „Formularbuch des Johannes Obernburger“. Der Codex besteht aus Papierblättern und Pergamentbögen im Oktav-Format und hat einen Umfang von zehn Folioblättern Register (a-k) und 363 nummerierten Folioblättern Text. Eine Kopie des gesamten Codex in gebundener Form befindet sich im Stadt- und Stiftsarchiv Aschaffenburg. Der Inhalt des Codex ist in einem Begleitheft mit 16 Abbildungen erschlossen.

### Das Memoire Obernburgers von 1550
Über seine tägliche Arbeit hinaus beschäftigte sich Obernburger in den letzten Jahren seines Lebens auch mit strukturellen Problemen des Kanzleibetriebs. Am 9. April 1550 präsentierte er in Brüssel den Entwurf für eine neue Kanzleiordnung mit dem Titel „Conceptum ordinationum cancellariae imperialis revisum“, das „Memoire Obernburgers“ von 1550 mit genau 100 Artikeln in lateinischer Sprache. Im ersten Abschnitt über den Kaiser heißt es: „more praedecessorum principum“, übersetzt: zuerst das Wichtigste unterzeichnen. Das Stadt- und Stiftsarchiv Aschaffenburg besitzt eine Kopie des Memoires in gebundener Form.

### Der ORDO CONSILII von 1550
Als oberster Sekretär nahm Obernburger an den Sitzungen des Reichshofrats teil und führte das Protokoll. Zwölf Bände dieser Protokolle aus den Jahren 1544 bis 1556 sind erhalten. Maßgebliche Teile bis 1552 stammen von der Hand Obernburgers. Gegenstand dieser Protokolle war auch die Neufassung der Reichshofratsordnung. Unter dem Titel „Der ORDO CONSILII von 1550“ wurden 23 Artikel in lateinischer Sprache auf dem Reichstag in Augsburg am 18. August 1550 veröffentlicht und in Kraft gesetzt. Das Stadt- und Stiftsarchiv Aschaffenburg besitzt eine Kopie des ORDO CONSILII in gebundener Form.

## Einkommen

### Jährliches Gehalt

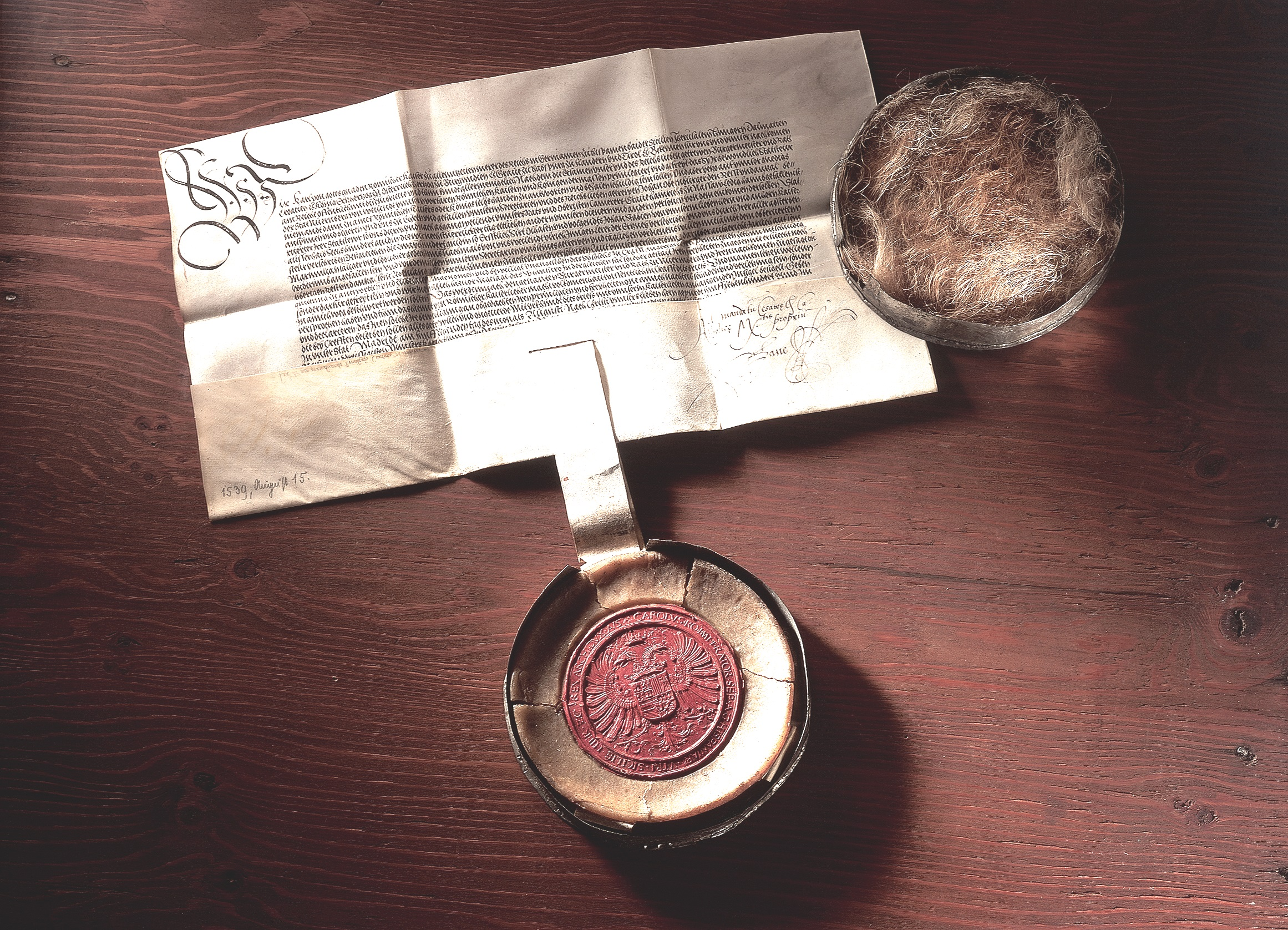
Kaiserliche Anordnung zur Stadtsteuer Nürnberg, Madrid, 15. August 1539.

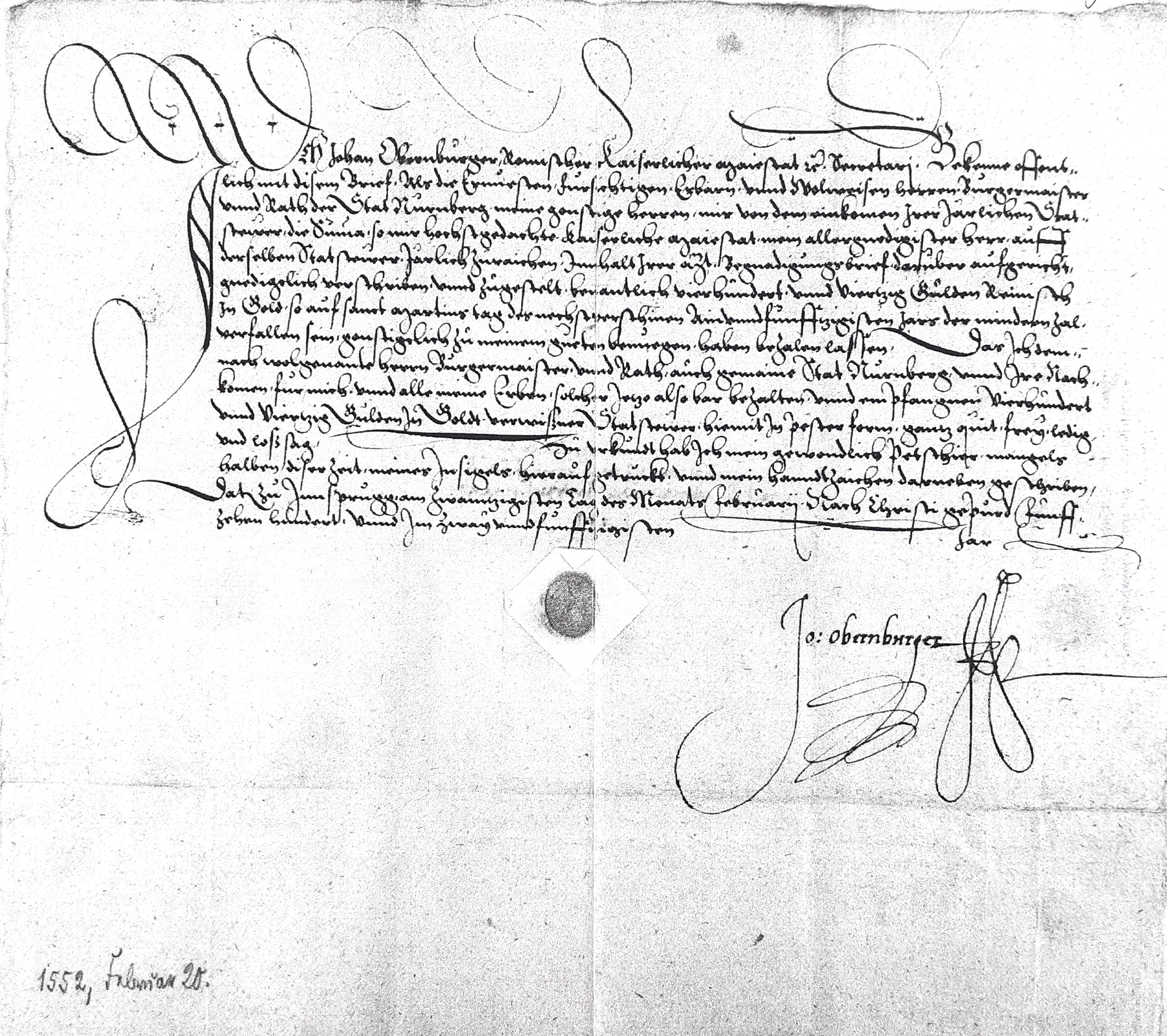
Quittung Obernburgers zur Stadtsteuer Nürnberg, Innsbruck 20. Februar 1552.

Mit Obernburgers Aufstieg vom Schreiber zum Kanzleivorstand wuchs auch sein jährliches Gehalt. Nachprüfbare, datierte Angaben aus Hofzahlamtsbüchern oder anderen Quellen sind nicht bekannt. Zusätzlich zum Gehalt kamen Nebenkünfte aus den Taxen der Kanzlei für die Bearbeitung von Standeserhebungen, Wappenbriefen, Gnadenakten, Bestätigungen von Privilegien für die Reichsstädte und Reichsklöster.

### Pfründe aus Kirchenämtern
Weitere Einkünfte bezog Obernburger als Mainzer Kleriker aus Pfründen von neun bestätigten Kirchenämtern, z. B. als Kantor von St. Stephan in Mainz, als Domvikar von St. Martin in Mainz, als Kanoniker von St. Martin, dem Dom zu Worms u. a. Über die Höhe dieser Einnahmen schweigen die Quellen.

### Stadtsteuern
Seit 1533 bezog Obernburger, urkundlich nachgewiesen, aus mindestens vier Reichsstädten (Frankfurt, Lübeck, Nürnberg, Schweinfurt) sog. Stadtsteuern als Einkommen auf Lebenszeit. Die Auszahlung erfolgte jeweils halbjährlich auf den Frühjahrs- und Herbstmessen über den Finanzplatz Frankfurt am Main. Das jährliche Zusatzeinkommen betrug ca. 2000 Goldgulden.

### Geldgeschäfte mit den Fuggern
Weitere Nebeneinkünfte waren Zinsgewinne aus Anlagevermögen zum Beispiel bei den Fuggern in Spanien und am Finanzplatz Frankfurt. Die Nachweise im Fuggerarchiv in Dillingen und in der Literatur sind sporadisch und lückenhaft. Als Beispiel sei angeführt:

„Obernburger tritt zuweilen als Käufer von Jurorenten auf. Er gehörte zu jenen, die ihr Geld bei den Fuggern deponierten. Die Fuggersche Faktorei nahm somit Bankfunktionen wahr, verzinste die Einlagen also auch. 1539 hatte Obernburger 93.750 Maravedís bei den Fuggern als Guthaben stehen. Für seine Jurorente, die ihm in Sevilla aus dem Almojarifazgo Mayor ausbezahlt wurde, führte die Faktorei ein laufendes Konto. 1546 wies es ein Guthaben von 1.007 Dukaten und 131 Maravedis auf. Es wurde in jährlichen Dritteln ausbezahlt bzw. gutgeschrieben. Später war die Rede davon, daß seinen Erben noch 4793 Dukaten und 152 Maravedís zustanden.“

### Verehrungen
Als Vertrauter des Kaisers erhielt Obernburger auch zahlreiche sogenannte Verehrungen bei den Besuchen der Reichsstädte, beispielsweise am 15. Februar 1541 in Nürnberg: Johann Obernburger bekam ein Lagel Süßwein und eine silberne Kanne mit Wasserbecken, in welches sein Name eingraviert war. Für den Nachlass einer Taxgebühr der Stadt Nürnberg verehrte man ihm am 25. Juli 1551 ein „goldenes Trinkgeschirr mit einigen Stücken Goldes darin.“

## Reisewege in Begleitung des Kaisers

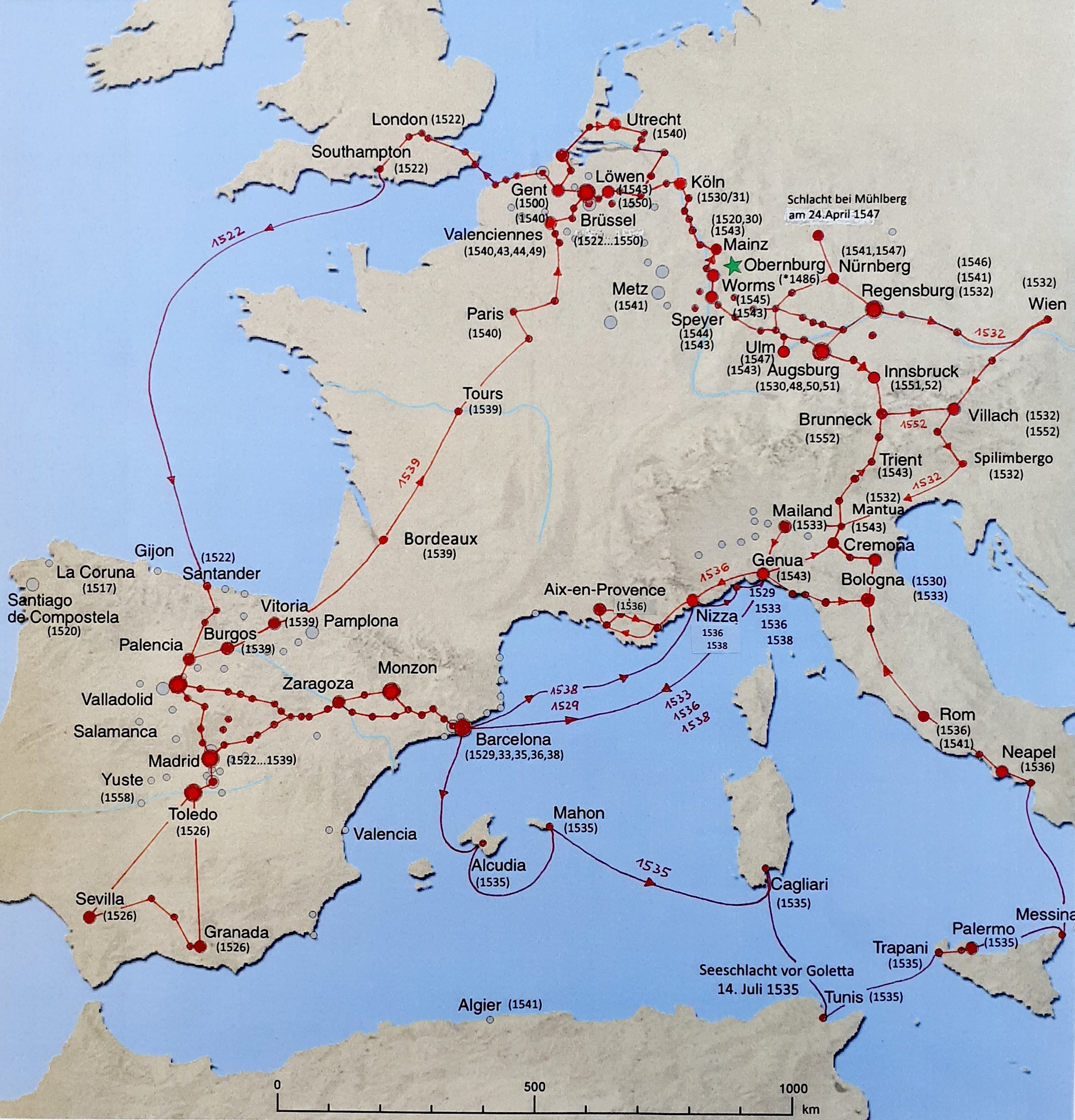
Reisewege von Kaiser Karl V. und Johannes Obernburger

Obernburger begleitete den Kaiser 30 Jahre lang, von 1522 bis zu seinem Tod 1552, auf nahezu allen Reisen quer durch Europa. „Kaiser Karl V. machte 9 Reisen in Deutschland, 7 in Spanien, 7 in Italien, 9 in den Niederlanden, 4 in Frankreich, 2 in England und 2 in Afrika. 10 Male durchschiffte er das Mittelmeer, 3 Male den Ocean“.

### Spanien 1522–1529
Im Juli 1522 brach Karl V. auf dem Seeweg über England nach Spanien auf. Während sich in Deutschland die Reformation rasant ausbreitete, sicherte der Kaiser seine Macht in Spanien und weit darüber hinaus gemäß seinem Wahlspruch „Plus Ultra“ (darüber hinaus).

### Italien und Deutschland 1529–1533
1929 reiste er mit seinem Gefolge per Schiff über das Mittelmeer nach Italien zur Kaiserkrönung 1530 in Bologna durch Papst Clemens VII. In Deutschland nahm er an den Reichstagen 1530 in Augsburg und 1532 in Regensburg teil.

### Spanien 1533–1539
1533 kehrte er über Italien wieder nach Spanien zurück. 1535 stach er in Barcelona im Tunisfeldzug gegen die Türken in Nordafrika in See. Am 14. Juli 1535 schlug er die Truppen von Khair ad-Din Barbarossa im Kampf um die Festung Goletta im Hafen vor Tunis. Auf dem Rückweg über Sizilien und Neapel zogen die Sieger triumphal in Rom ein. Briefe und Urkunden aus Neapel, Rom und Genua belegen Obernburgers Teilnahme an der „Expeditio Africana“.

### Frankreich-Niederlande-Deutschland 1539–1552
Im November 1539 verließ Karl V. Spanien auf dem Landweg über Frankreich. Für Obernburger war es der endgültige Abschied von Spanien. Nach der Ankunft in Brüssel folgten äußerst arbeitsreiche und turbulente Jahre in den Niederlanden, Deutschland und Italien. Nach dem Reichstag 1541 in Regensburg begannen die Auseinandersetzungen im Schmalkaldischen Krieg. Im Mittelmeer setzten die Türken ihren Vormarsch fort. Der zweite Feldzug des Kaisers gegen die Türken in Algier scheiterte Ende Oktober 1541 in einen Seesturm. Der Kaiser rettete sich über das Meer nach Spanien. Obernburger hatte an diesem Kriegszug nicht teilgenommen, sondern war in Italien geblieben. Ein Brief vom 20. Oktober 1541 belegt, dass er sich zeitweise in Rom aufhielt. Nach der Ankunft des Kaisers aus Spanien in Genua am 25. Mai 1543 übernahm Obernburger wieder die Leitung der Hofkanzlei. In der entscheidenden Schlacht am 24. April 1547 in Mühlberg südlich von Wittenberg besiegte der Kaiser die Protestanten. Die Universität von Wittenberg wurde geschlossen. Obernburger bot dem befreundeten Reformator Philipp Melanchthon in einem persönlichen Brief die Rückkehr auf den Lehrstuhl für Philosophie in Heidelberg an. Melanchthon lehnte ab. Auf dem Höhepunkt seiner Macht versuchte Karl V. den Protestanten 1548 das Augsburger Interim aufzuzwingen. Dieses war von Obernburger maßgeblich mit verfasst und unterzeichnet. Die vom Kaiser erwartete Befriedung der Religionsfrage blieb aber aus. 1552 musste der Kaiser im Fürstenaufstand vor Kurfürst Moritz von Sachsen von Innsbruck aus durch das Südtiroler Pustertal nach Villach flüchten. „…und der her Obernburger, auf welchen ich gewartet, fast der letzt gewesen [der Innsbruck verlassen hat]“ schrieb der württembergische Gesandte Florian Graseck an seinen Herzog in Stuttgart. Unterwegs, in Bruneck, verfasste Obernburger am 23. Mai 1552 im Auftrag des seit 1547 als Gefangener mitgeführten ehemaligen Kurfürsten Johann Friedrich I. von Sachsen eine höchst brisante „Zweite Erklärung nebst einem Plan der Kriegführung gegen den abtrünnigen Kurfürsten Moritz“. Mit seiner Ankunft in Villach am 27. Mai endeten Obernburgers zuletzt äußerst strapaziösen Reisewege mit Kaiser Karl V.

## Zum Tod von Johannes Obernburger

### Letzte Tage in Villach
Am 10. Juni verfasste Obernburger im Auftrag des Kaisers seinen letzten, in der Kanzlei registrierten Brief, adressiert an die Kurfürsten Sebastian von Heusenstamm, Erzbischof von Mainz und an Kurfürst Friedrich, Pfalzgraf bei Rhein.  Am 21. Juni 1552 berichtete der bayerische Gesandte Wiguläus Hundt von Sulzemoos (bei Dachau) Herzog Albrecht nach München: „[…] er habe gehört, dass Obernburgers Briefe und Kleinodien geplündert und beschädigt seien“.

### Bericht über die Todesumstände
„Am 21. Juni wollte Obernburger um 8 Uhr abends in seiner Herberge auf ein Nebendach steigen – man macht hier sehr flache Dächer, auf denen man gehen kann, wie Chr[istoph] weiss – und wollte Wurzgärten besprengen. Allein er machte einen Fehltritt und fiel auf ein Steinpflaster, so dass er sofort tot war“. Johannes Obernburger wurde 66 Jahre alt. Er hinterließ die Konkubine und Dienerin Amalia Negeler, die gemeinsame dreijährige Tochter Barbara und ein beträchtliches Vermögen. In einer Urkunde zu den Erbauseinandersetzungen ist nachgewiesen, dass Obernburger „unversehenlich [ohne Sterbesakramente] und one Testament oder Lezten willen mit Todt abgangenn“. Nachforschungen zu den Schicksalen der Tochter Barbara und ihrer Mutter Amalia stehen noch aus. Auch die Umstände, wie es zur Stiftung der Freischule in Obernburg kam, sind wegen der fehlenden Testamente von Johannes Obernburger und seinen Erben ungeklärt.

### Tochter Barbara, Tutorien und Legitimation
Kaiser Karl V. würdigte seinen obersten Sekretär Obernburger postum in besonderer Weise in der Fürsorge um Obernburgers uneheliche Tochter Barbara durch Anweisung von zwei Tutorien (Tutorium der Reichsstadt Ulm, Brüssel, 28. September 1555. und Tutorium des Mainzer Kurfürsten Daniel Brendel von Homburg, Mainz, 12. Juni 1556.) und einer Legitimation (Legitimation, Brüssel, 30. Juni 1556.). Damit wurde das siebenjährige Mädchen in den Adelsstand erhoben und war fortan berechtigt den Namen Barbara Obernburger zu führen.

### Das Epitaph der Brüder Johannes und Peter Obernburger in Obernburg am Main

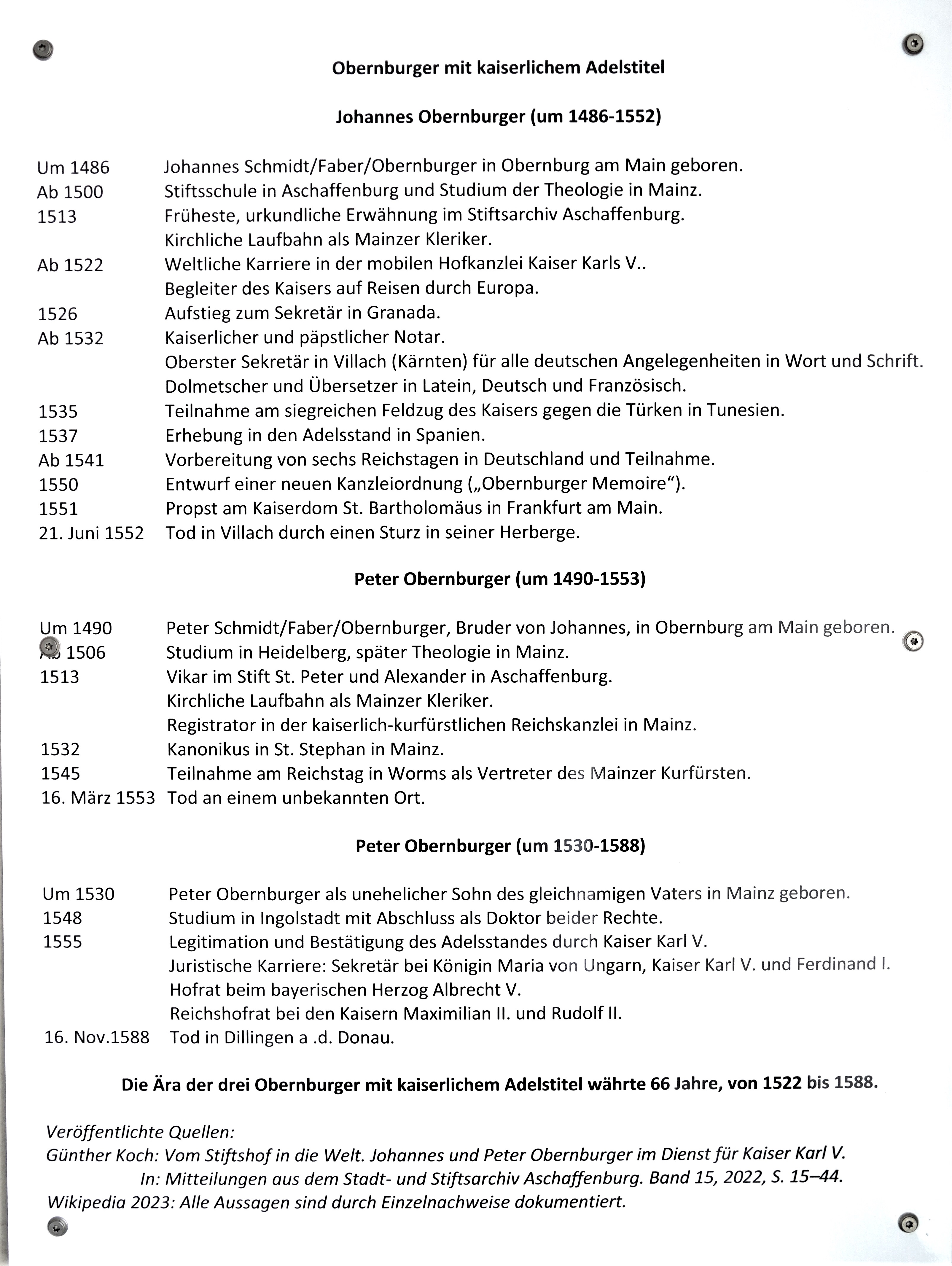

Das Epitaph ist etwa 1,40 m breit und 3,50 m hoch und wurde 1557 errichtet.
 Johannes ist auf dem oberen, Peter auf dem unteren Schriftfeld gewürdigt. Heute steht das Epitaph wettergeschützt in der Passage durch den freigestellten Kirchturm. Das von Säulen flankierte, dem Notariatssignet von Johannes Obernburger ähnliche, Epitaph ist viergeteilt: Oben das Adelswappen unter einem Halbbogen begleitet von floralen Elementen, darunter die Inschrift für Johannes, darunter die für seinen Bruder Peter, beide mit umlaufenden floralen Motiven, abgeschlossen von einem breiteren Bodenfries.
Bisher liegen für die lateinischen Texte vier Übersetzungen vor: von Pater Luchesius Grötzinger (aus den fünfziger Jahren), von Leo Hefner aus Obernburg (1984), von Karl-Ernst Lupprian, Hauptstaatsarchiv München (2001) und von Richard Pfannenmüller, Karlstein am Main (2001).
Die fünfte, aktualisierte Übersetzung aufgrund der Nachforschungen (1987-2022) von Günther Koch, Dachau, hat folgenden Wortlaut:
D. O. M.
Sei gegrüßt, Wanderer, verweile etwas, wenn du erfahren möchtest, wessen Asche und Gebeine von dieser Grabplatte bedeckt sind: Es ist Johannes Obernburger, ein Mann, zu seinen Lebzeiten gerühmt wegen seiner Gottesfurcht, Lauterkeit, Würde und Klugheit. Er war Kaiser Karls V. geheimer Sekretär und sein treuester und sorgsamster ständiger Begleiter. Seit Jugendtagen gehörte er zum Hof. Er verachtete Geschwätz und Dünkel und vollbrachte große, anerkannte Leistungen. In der Stadt Villach zu Kärnten aber, wo er einst das Amt des [obersten] Sekretärs erhalten hatte – in für Deutschland glücklichen Zeiten, die infolge der niederträchtigen Aufstände und der französischen Umtriebe ins Schwanken gerieten –, verlor er durch einen Schicksalsschlag Amt und Leben. Er vertauschte die Trübsal dieser Zeiten mit der ewigen Ruhe zum sehr großen, schmerzlichen Verlust für den Kaiser, die Freunde und alle gutgesinnten Menschen. Er starb am 9. Tag der Kalenden des Juli im Jahre des Herrn 1552.

Die Erben [haben] hier dem Mutterboden die Gebeine übergeben und trauern um den innig geliebten und besten Bruder, dessen Frömmigkeit also …

P.P.
Inschrift zu Peter Obernburger:
[Ich], Petrus, einst innig verbundener Bruder des Johannes, den ich nur kurz überleben durfte, hier liege ich. Lebt wohl, Kinder und Weib! Dass du spät dahinscheiden mögest, göttlicher [Kaiser] Karl, das erflehe ich, der ich selbst zu Mainz Registrator in deinen Diensten war, geringer jedoch als mein gerühmter Bruder. Nun nahen mir Flehendem die [Wein-]Kelche des göttlichen Himmels, denn zu Lebzeiten war es mir am Liebsten, von Gesängen erheitert zu werden.

Er starb im Jahre des Herrn, unseres Erretters am 16. März 1553.
Seit 3. Juli 2023 sind in der Passage durch den Kirchturm der Stadtpfarrkirche Obernburg am Main links und rechts neben dem Epitaph neue Informationstafeln angebracht. Das linke Schild zeigt die neue Übersetzung der Inschriften, das rechte eine Zeittafel mit biografischen Daten zu den drei Obernburgern in kaiserlichen Diensten im 16. Jahrhundert.

### Zum Tod seines Bruders Peter Obernburger 1553
Peter Obernburger, kurfürstlicher Registrator, überlebte seinen Bruder Johannes nur um nahezu neun Monate. Er starb am 16. März 1553 wohl in Mainz oder Aschaffenburg.    Über seine Todesumstände ist bisher nichts bekannt. Er hinterließ eine Konkubine namens Elisabeth Schermar und drei Kinder, Peter, Sabina und eine weitere, namentlich nicht bekannte Tochter. Die Legitimation und Bestätigung der Adelserhebung des unehelichen Sohnes Peter Obernburger erfolgte am 18. Juni 1555 in Brüssel.

### Sein Neffe Peter Obernburger, verstorben 1588
Peter Obernburgers Sohn gleichen Namens, geboren um 1530 vermutlich in Mainz, startete nach dem Abschluss seines Jurastudiums in Ingolstadt als Doktor beider Rechte eine bemerkenswerte Karriere an kaiserlichen, königlichen und herzoglichen Höfen. 1551 holte ihn sein Onkel Johannes Obernburger in die Hofkanzlei. Kaiser Karl V. schickte ihn als Boten zu seiner Schwester, Königin Maria von Ungarn, die zu dieser Zeit Statthalterin der Spanischen Niederlande war. Ab 1555 war Peter Obernburger Sekretär bei Königin Maria, ab 1560 bei Kaiser Ferdinand I. Von 1562 bis 1567 diente er als Hofrat beim bayerischen Herzog Albrecht V.  in München. 1563 heiratete er die Ingolstädter Bürgerin Anna Müller. Aus dieser ersten Ehe stammen fünf Kinder. Davon sind drei namentlich bekannt: Karl, Sebald und Matthias. 1567 ging er nach Wien und wurde Reichshofrat bei den Habsburger Kaisern Maximilian II. und Rudolf II. Er diente also vier Kaisern, einer Königin und einem bayerischen Herzog. Er starb als hochangesehener, kaiserlicher Berater und Herr von Schloss Train in Niederbayern am 16. November 1588 in Dillingen an der Donau.

## Gedenken
- 1861 in Obernburg: „300-Jahrfeier anlässlich der Stiftung der Freischule durch Johannes Obernburger“.[77]
- 1952 zum 400. Todestag: Festzugwagen beim Apfelblütenfest in Obernburg am Main.[78]
- 1972 zum 420. Todestag: Obernburger Stadtratsbeschluss zur „Johannes Obernburger Schule“.[79]
- 1977 zum 425. Todestag: Gedenkmedaille der Sparkasse Miltenberg-Obernburg.[79]
- 2002 zum 450. Todestag: Benennung einer Straße nach Johannes Obernburger.[79]
- 2022 zum 470. Todestag: Buchveröffentlichung zu Johannes und Peter Obernburger.[80]